# Jacek Protasiewicz
Jacek Protasiewicz este un om politic polonez, membru al Parlamentului European în perioada 2004-2009 din partea Poloniei.